# موسى بن علي بن رباح
أبو عبد الرحمن موسى بن علي بن رباح اللخمي، فقيه مسلم ومحدث ووالي مصر في زمن أبي جعفر المنصور من سنة 155 هـ/ 772م إلى سنة 161 هـ/ 778م.

## سيرته
وُلِد موسى في إفريقية، سنة 89 هـ/708م. كان والده علي بن رباح اللخمي راوي حديث وعامل أموي.
في شوال 155 هـ/ 772م، استنابه والي مصر محمد بن عبد الرحمن التجيبي بسبب مرضه، وبعد وفاته ولاه الخليفة العباسي أبو جعفر المنصور على مصر. وظل حاكماً عليها لمدة ستة أعوام وشهرين. وجعل على شرطته أبا الصهباء محمد بن حسان الكلبي، وفي ولايته لما خرج عليه قبط مصر وتجمعوا بالقرب من رشيد عام 773م، فبعث موسى بعسكر فقاتلوهم حتى هزموهم وقتل منهم جماعة وعفا عن جماعة.
كان يتوجه إلى المسجد ماشيًا وصاحب شرطته بين يديه يحمل الحربة، وكان إذا أقام صاحب الشرطة الحدود بين يديه يقول له موسى: «أرحم أهل البلاد»؛ وكان يحدث فيكتب الناس عنه. وعزله أبو عبد الله محمد المهدي عام 161 هـ/ 778م. توفي سنة 163 هـ/780م بالإسكندرية.

## روايته للحديث
- روى موسى في حياته الحديث عن أبيه، وعن ابن شهاب الزهري، ومحمد بن المنكدر، ويزيد بن أبي حبيب، ويزيد بن أبي منصور، وحبان بن أبي جلبة.[2][7]
- روى عنه أسامة بن زيد الليثي، ويحيى بن أيوب، والليث بن سعد، وابن لهيعة، وعبد الحميد بن جعفر، وسعيد بن عبد الرحمن الجمحي، وسعيد بن سالم القداح، وسفيان بن حبيب البصري، ووكيع، وابن وهب، وابن المبارك، ووهب بن جرير، وابن مهدي، وأبو نعيم، وأبو عبد الرحمن المقرئ، وعبد الله بن صالح الكاتب، وروح بن صلاح بن سيابة الموصلي، وزيد بن الحباب، ومحمد بن سنان العوقي، وطلق بن السمح، وبكر بن يونس بن بكير، والقاسم بن هانئ بن نافع العدوي الضرير.[2]
- وثقه أحمد بن حنبل، ويحيى بن معين، والعجلي، والنسائي، وقال أبو حاتم الرازي: كان رجلا صالحا، يتقن حديثه، لا يزيد ولا ينقص، صالح الحديث، كان من ثقات المصريين.[8] وقال عنه شمس الدين الذهبي: «الإمام الحافظ الثقة، الأمير الكبير العادل، نائب الديار المصرية». وروى له مسلم بن الحجاج وأصحاب السنن الأربعة.[2]